# 분만겸자

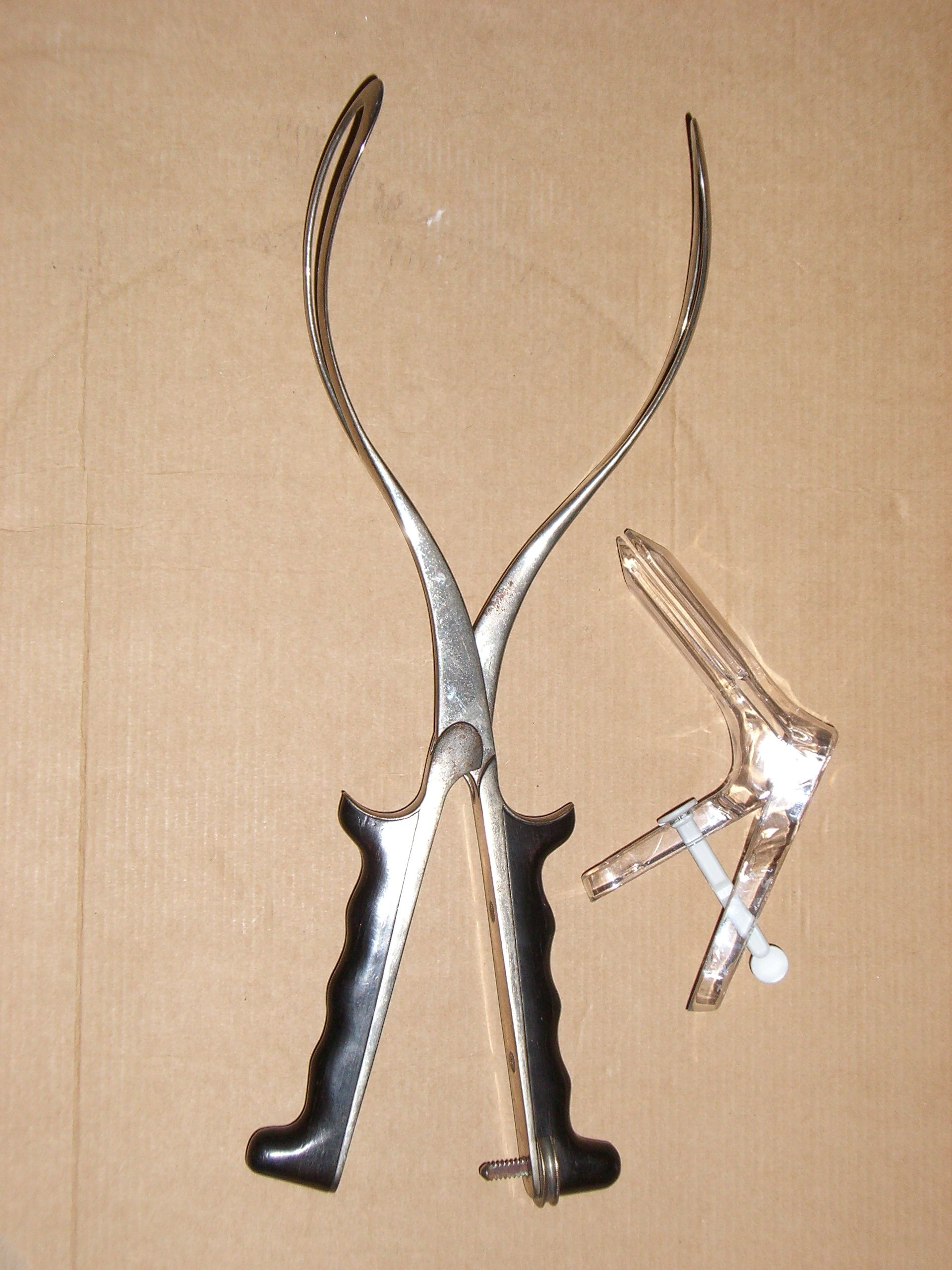
손잡이에 압력 조절 나사가 있는 Elliott 겸자 – 미국 (1860)

겸자(forceps)는 집게와 비슷하게 생겼으며, 우리 몸으로부터 무언가를 집거나 제거하는 등 수술할 때 쓰이는 도구이다. 흡반(ventouse)(진공 흡착기(vacuum extraction))의 대안으로 아기를 분만할 때 돕는 데 쓰이기도 한다.

## 구조
분만겸자는 두 개의 가지로 구성되어 있는데, 태아의 머리 주변에 댄다. 겸자를 산모의 어느 쪽에 둘 지에 따라서 왼쪽 가지와 오른쪽 가지로 정의한다. 가지는 대개 (항상 그런 것은 아니지만) 교합이라고 불리는 중심점을 교차한다. 대부분의 겸자는 교합점에서 고정 메커니즘을 갖는데, 어느 정도는 슬라이딩 메커니즘을 갖는다. 슬라이딩 메커니즘은 두 가지가 서로 비껴 미끄러지는 것이다. 태아의 머리가 산모의 골반과 방향이 같기 때문에 회전을 할 필요가 거의 없을 때 고정 잠금 메커니즘의 분만겸자를 사용한다. 슬라이딩 잠금 메커니즘은 회전이 더 필요할 때 사용한다.
각각의 겸자 가지의 날개 부분은 태아의 머리를 잡기 위해 구부러져 있다. 겸자는 반드시 태아의 머리를 꽉 잡지는 말고, 제대로 에워싸야 한다. 날개는 특징적으로 두 개의 커브가 있는데, 머리쪽 커브는 태아의 머리 형태에 따라 만들어졌다. 태아의 머리 형태에 따라 둥글기도 하고 길쭉하기도 하다. 골반쪽 커브는 산도(birth canal)의 형태에 따라 만들어졌고, 치골뼈 아래에서 태아를 꺼내는 데 직접적으로 도와주는 역할을 한다. 태아의 머리를 회전시키는 데 쓰이는 겸자는 대개 골반쪽 커브를 써서는 안된다.
손잡이 부분은 다양한 길이의 자루로 날개와 서로 연결되어 있다. 자루가 긴 겸자는 회전을 해야 될 경우에 쓰인다.

## 기법

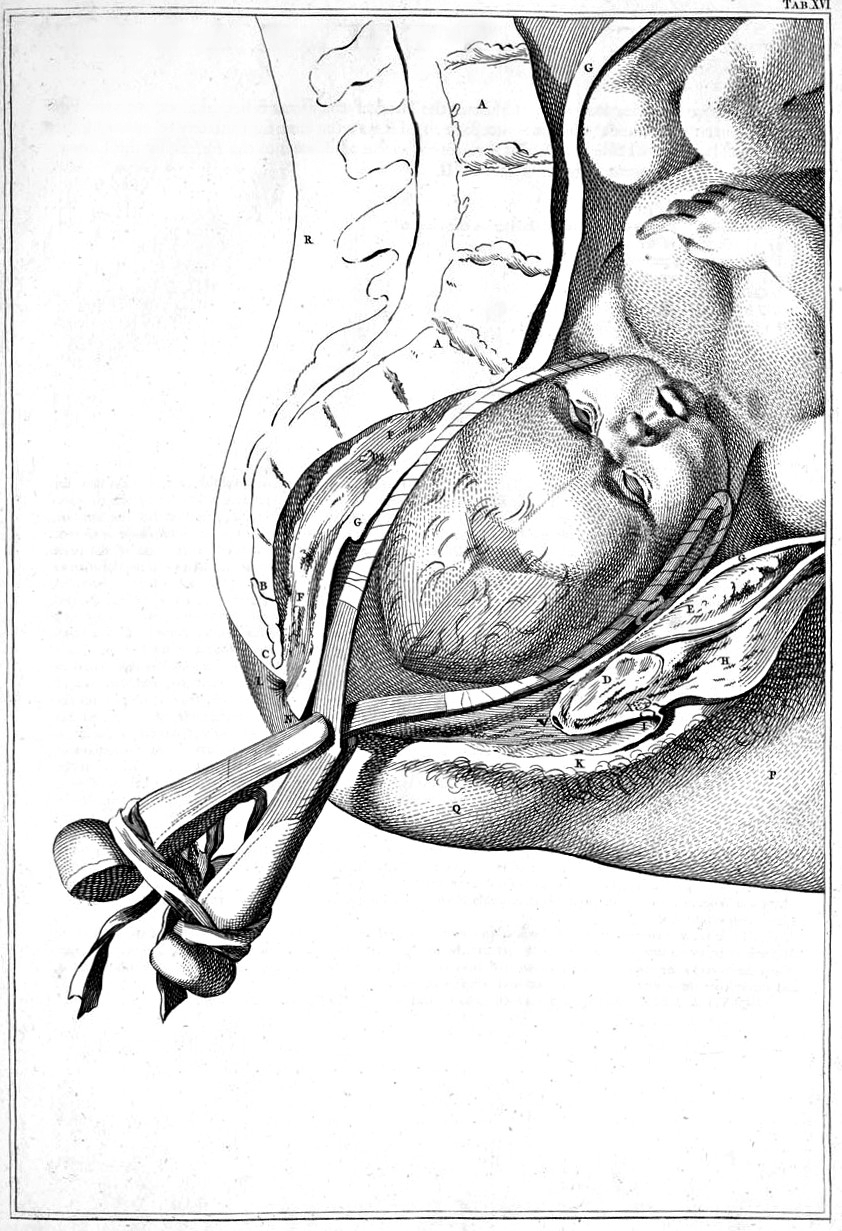
분만 겸자의 사용 by William Smellie (산부인과 의사)

자궁경부(cervix)가 완전히 열리고 양수가 터진다. 카테터를 사용하여 방광(urinary bladder)에 차있는 소변을 빼내야 한다. 고위겸자분만술은 현재 거의 이루어지지 않고, 중위겸자분만술은 때때로 하지만, 수술하는 사람의 기술이나 주의가 필요하다. 태아의 하강 정도가 적어도 +2가 되었을 때 할 수 있다. 산모는 등을 대고 누워있고, 산모의 발을 받치기 위해 대개 등자를 사용하거나 보조하는 사람의 도움을 받는다. 적절한 진통 조절을 위해 가벼운 국부 마취제이나 전신 마취제를 투여한다 (경막외마취를 하지 않았을 경우). 태아의 머리가 정확히 어디에 있는지 알아내는 것이 무엇 보다 중요하다. 비록 역사상으로는 태아의 두개골 봉합선(skull suture lines)이나 천문의 느낌으로써 알아냈지만, 현대에는 초음파로 검사하는 것이 필수적인 의무이다.  이 시점에서, 겸자의 두 날개는 각각 따로 삽입 되는데, 태아의 위치가 전방후두위일 때 먼저 왼쪽 날개를 삽입한다. 태아의 위치가 뒤집어져 있을 경우에는 후방 날개를 먼저 사용한다. 태아의 머리 위치가 확인이 되었다. 여전히 전방후두위가 아니라면 전방후두위가 되도록 태아의 머리를 돌려준다. 필요한 경우 회음절개(episiotomy)를 해야 할 수도 있다. 그리고 나면 골반축(axis of pelvis)을 따라 조심스럽게 꺼내어 분만을 한다.

## 사용
분만 시 겸자 사용의 장점은 제왕 절개( C-section, C-sect)를 하지 않아도 되고 분만 지연 시간을 줄이고, 일반적으로 대부분의 두위(cephalic presentation)에서 다 사용가능 하다는 것이다. 문제는 불편함, 기형, 직장질루(rectovaginal fistula), 신경 손상, 데스메막(Descemet’s membrane)의 파열(거의 보기 드물다), 두개골 골절(skull fractures), 경수 손상(cervical cord injury) 등의 가능성을 포함하고 있다.

### 산모의 요인
- 산모의 피로
- 2번 째 단계에서 시간이 많이 지연됨
- 산모의 병 : 심장병(heart disease), 고혈압(hypertension), 녹내장(glaucoma), 동맥류(aneurysm), 혹은 기타 힘을 주는 것이 어렵거나 위험하게 하는 요소들.
- 출혈( Haemorrhage)
- 산모가 힘을 주는 데 방해가 되는 마취제 (특히 경막외 마취, 척추 마취)

### 태아의 요인
- 안심할 수 없는 태아의 심박동 양상
- 둔위 분만으로 머리가 먼저 나오는 경우

## 문제점
태아
- 상처나 멍이 생길 수 있다.
- 가끔씩 (대개 일시적으로) 안면 신경( facial nerve)을 다칠 수 있다.
- 거의 드물지만, 쇄골( clavicle)의 골절
- 가끔 두개내출혈로 인해 사망하는 경우가 있다. (4/10,000)
- 목이 잘못 꺾여 제 6 뇌신경(cranial nerve Ⅵ)이 손상되어 사시( strabismus)가 될 수 있다.

산모
- 회음열상(  perineal lacerations]), 골반장기탈출증( pelvic organ prolapse), 실금(incontinence)[4]의 위험이 커진다.
- 출산 후 회복 시간과 통증이 커진다.
- 회복 기간에는 대소변을 보는데 어려움이 커진다.

## 같이 보기
- 일반적인 수술에서 쓰이는 도구(Instruments used in general surgery)